# Arctictis binturong
El manturón (Arctictis binturong), también llamado binturong u oso gato negro, es una especie de mamífero carnívoro de la familia Viverridae nativa del sur y el sureste de Asia. Es muy poco común dentro de su ecosistema. De hecho, es una de las especies vulnerables en la Lista Roja de la UICN debido a que su población muestra un declive estimado en más de un 30 % desde mediados de 1980.
El manturón fue descrito por Thomas Stamford Raffles en 1822. El género Artictis es monotípico y morfológicamente similar a los géneros Paradoxurus y Paguma.

## Etimología
La palabra manturón proviene del palawano mänturun refiriéndose al mismo animal, presente en la isla filipina de Palawan. Por su parte, la palabra binturong viene del malayo binturung. 
El nombre del género Arctictis significa “oso-comadreja” (del griego "arktos", oso + "iktis", comadreja). En Riau, Indonesia se conoce como tenturun.

## Descripción

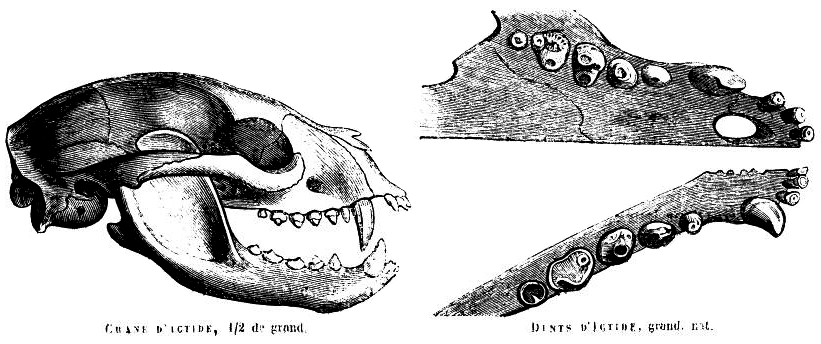
Cráneo y dentición, ilustración en Histoire naturelle des mammifères de Gervais

El cuerpo del manturón es largo y pesado, con cortas y fuertes patas. Tiene un grueso pelaje de color negro. Su tupida cola prensil es gruesa en la raíz, volviéndose gradualmente más fina hasta el extremo, donde se riza hacia dentro. El hocico es corto y puntiagudo, algo levantado en la nariz y cubierto de pelos erizados, que se alargan a medida que divergen y forman un peculiar círculo alrededor de la cara. Los ojos son grandes, negros y prominentes. Las orejas son cortas, redondeadas, con bordes blancos y terminadas en mechones de pelo negro. Tiene seis incisivos cortos redondeados en cada mandíbula, dos caninos largos y afilados y seis molares en cada lado. El pelo de las patas traseras es corto y de color amarillento. Las zarpas traseras son de cinco dedos, con grandes garras fuertes. Tienen las plantas desnudas y se apoyan en el suelo a lo largo de toda su longitud; las patas traseras son más largas que las delanteras.
La constitución general del manturón es similar a la de Paradoxurus y Paguma, pero la cola las patas y los pies son más masivos, la estructura de las glándulas odoríferas es diferente y el rinario es más grande, más convexo y con la ranura mediana mucho más estrecha por encima. Los pelos del contorno del pelaje son mucho más largos y gruesos, y el pelo largo que cubre toda la parte posterior de las orejas se proyecta más allá de la punta como un mechón definido. La cola es más musculosa, especialmente en la base, y del mismo color que el cuerpo, pero comúnmente más pálida en la base. Los pelos del cuerpo son, a menudo, parcialmente blanquecinos, dando una apariencia moteada al pelaje, a veces tan pálido que todo el cuerpo es, en su mayoría, de color paja o gris, Los jóvenes son a menudo más pálidos que los adultos, y tienen la cabeza siempre manchada de gris. Las largas vibrisas son llamativamente blancas y hay un borde blanco en la cumbre del oído. El área glandular es blanquecina. La cola es casi tan larga como la cabeza y el cuerpo, si el cuerpo oscila entre 71 y 84 cm, la cola es de 66 a 69 cm de largo. Algunos manturones cautivos se han medido de 76 a 91 cm en cabeza y cuerpo con una cola de 71 cm. El peso medio de las hembras adultas cautivas es de 21,9 kg con un rango de 11 a 32 kg. Los animales cautivos a menudo pesan más que las contrapartes salvajes.
Ambos sexos tienen glándulas aromáticas; las hembras a ambos lados de la vulva y los machos entre el escroto y el pene. Las glándulas emiten un olor que recuerda a palomitas de maíz, probablemente debido al compuesto volátil 2-acetil-1-pirrolina en la orina, que también se produce en la reacción de Maillard a altas temperaturas.

## Distribución y hábitat
El manturón es originario de la India, Nepal, Bangladés, Bután, Myanmar, Tailandia, Malasia, Camboya, Vietnam, Laos y Yunnan (China), de Indonesia (Sumatra, Kalimantan y Java)  y de Filipinas. Es propio de bosques altos. En Assam, es común en cordilleras con una buena cobertura arbórea, pero menos en las planicies arbóreas. Ha sido grabado en el Parque nacional de Manas, en Dulung y en la reserva forestal del distrito de Lakhimpur, en la cordillera boscosa de Karbi Anglong, Norte de la cordillera de Cachar, Cahcar y los distritos de Hailakandi. En Myanmar, ha sido fotografiado en tierra en la reserva natural de Tanintharyi a una elevación de 60 m, en el valle de Hukaung a elevaciones de 220 a 280 m, en la reserva de elefantes de Rakhine Yoma a 580 m y en otros tres sitios a más de hasta 1190 m de elevación. En el parque nacional Khao Yai de Tailandia, varios individuos han sido observados comiendo en árboles o vainas. En Laos, han sido observados en un vasto bosque perenne. En Malasia, se registraron manturones en bosques secundarios alrededor de una finca de palmeras que fue talada en la década de 1970. En Palawan, habita bosques primarios y secundarios de tierras bajas, incluyendo un mosaico forestal de pastizales desde el nivel del mar hasta 400 m.

## Taxonomía
Viverra binturong fue el nombre científico propuesto por Thomas Stamford Raffles en 1822 para un espécimen de Malaca. El nombre genérico Arctictis fue propuesto por Coenraad Jacob Temminck en 1824. En los siglos XIX y XX se describieron los siguientes especímenes zoológicos:
- Paradoxurus albifrons propuesto por Frédéric Cuvier en 1822 se basó en un dibujo de un manturón de Bhután preparado por Alfred Duvaucel.[23]
- Arctictis penicillata de Temminck en 1835 fueron especímenes de Sumatra y Java.[24]
- Arctictis whitei propuesto por Joel Asaph Allen en 1910 eran las pieles de dos manturones hembra recogidos en la isla de Palawan, Filipinas.[25]
- El Arctictis pageli propuesto por Ernst Schwarz en 1911 era una piel y cráneo de una hembra recolectada en el norte de Borneo.[26]
- Arctictis gairdneri propuesto por Oldfield Thomas en 1916 fue un cráneo de un manturón masculino recogido en el sudoeste de Tailandia.[27]
- Arctictis niasensis propuesto por Marcus Ward Lyon Jr. en 1916 era una piel de manturón de la isla de Nias.[28]
- A. b. kerkhoveni de Henri Jacob Victor Sody en 1936 se basó en especímenes de la isla de Bangka.[29]
- A. b. menglaensis por Wang y Li en 1987 se basó en especímenes de la provincia de Yunnan.[30]

Nueve subespecies han sido reconocidas formando dos clados. El clado norte de Asia continental está separado del clado de Sunderlandia por el istmo de Kra.

## Ecología y comportamiento

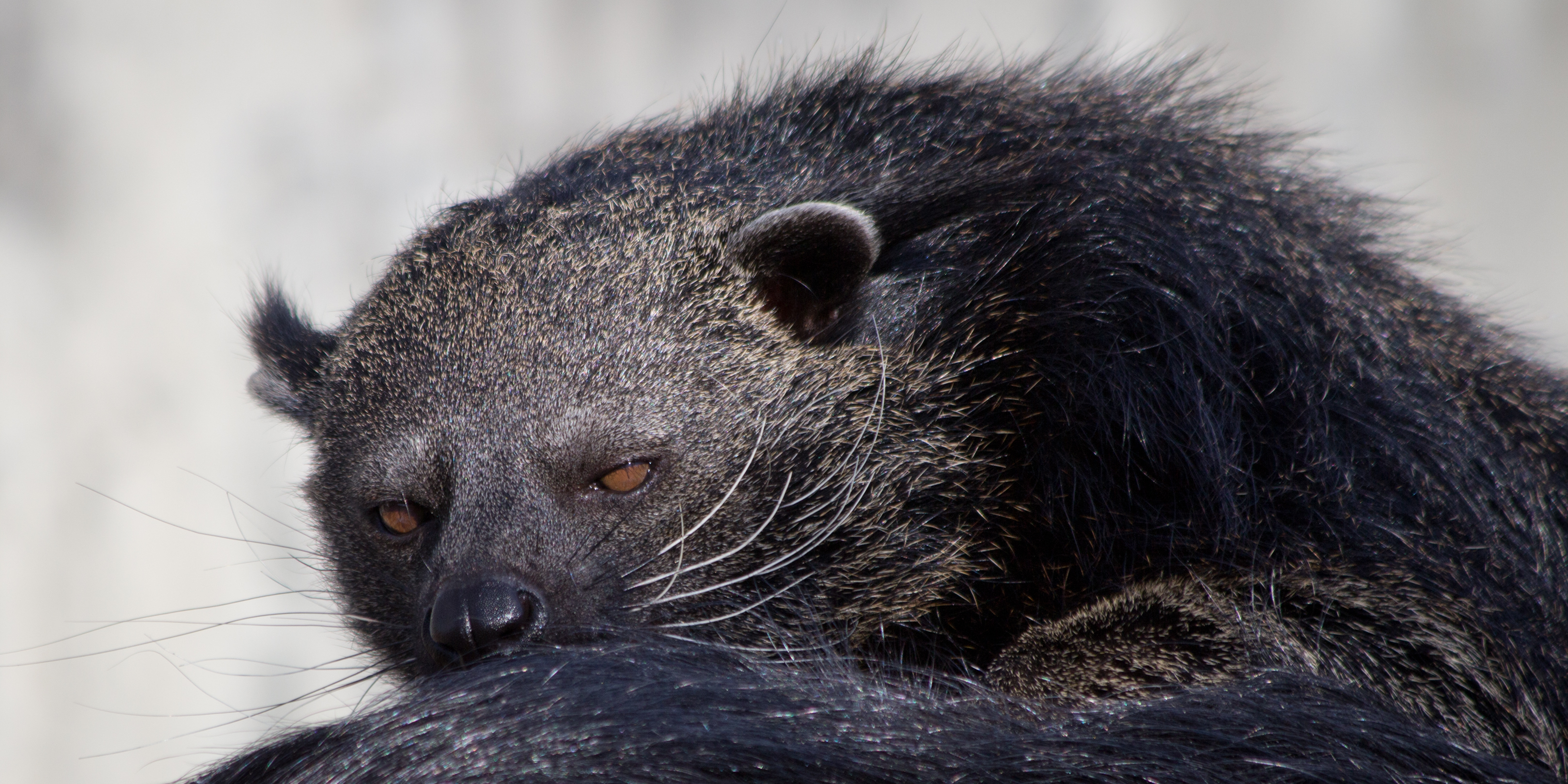
Manturón

El manturón es activo durante el día y noche. Se han dado tres avistamientos en la reserva de tigres de Pakke durante el día. Trece capturas en cámara se dieron en Myanmar, involucrando uno a hacia el anochecer, siete durante noche plena y cinco a la luz del día. Todas las fotografías fueron de animales solos, y todas fueron tomadas desde el suelo. Como los manturones no son muy ágiles, necesitan descender al suelo frecuentemente cuando se desplazan entre árboles.
Cinco manturones con un radio-collar en el Santuario de Vida Salvaje de Phu Khieo mostraron una actividad arrítmica dominada por tendencias crepusculares y nocturnas, con picos en las horas tempranas de la mañana y tardías de la tarde. Periodos reducidos de actividad se daban desde el mediodía hasta entrada la tarde. Se movían entre 25 m y 2698 m al día en la estación seca y ese movimiento se incrementaba a 4143 m en la estación húmeda. Los rangos de cada individuo variaban entre 0.9 y 6.1 km². Dos machos mostraban rangos ligeramente mayores en la estación húmeda. Sus rangos se superponían entre un 30 y un 70 %. El rango promedio de vivienda de una hembra con radio-colalr en el Parque Nacional Khao Yai se estimó en 4 km², y el de un macho en 4,5 a 20,5 km².
El manturón es esencialmente arborícola. Pocock observó el comportamiento de varios individuos cautivos en los Jardines Zoológicos de Londres. Cuando descansaban se acostaban acurrucados, con la cabeza metida bajo la cola. Rara vez saltaban, pero trepaban hábilmente, aunque lentamente, moviéndose con igual facilidad y confianza a lo largo de la parte superior de las ramas que debajo de ellas. La cola prensil siempre estaba lista como ayuda. Descendían primero las barras verticales de la cabeza de la jaula, agarrándolas entre sus patas y usando la cola prensil como control. Cuando se irritaban gruñían ferozmente. Cuando estaban al acecho, emitían periódicamente una serie de bajos gruñidos o un silbido suave expeliendo aire a través de sus labios entreabiertos.
El manturón usa la cola para comunicarse. La mueve suavemente. A menudo deteniéndose y a menudo usando la cola para mantener el equilibrio aferrándose a una rama. Muestra un comportamiento de confort pronunciado asociado con el aseo de la piel, sacudiendo y lamiendo el cabello, además de rascándose. Sacudirse es su elemento más característico de su comportamiento de confort.
La especie es bastante tímida normalmente, pero agresiva cuando se siente acosada. Se informa de que inicialmente orinan o defecan cuando se sienten en una amenaza y luego, si la apertura de los dientes y gruñidos no disuaden la amenaza, utiliza sus poderosas mandíbulas y dientes en defensa propia. Cuando está amenazado, el manturón suele huir a un árbol cercano, pero, como un mecanismo de defensa, el manturón a veces puede equilibrar en su cola y mostrar sus garras para aparecer amenazando a los depredadores potenciales. La depredación del manturón adulto ha sido reportada en raras ocasiones por especies simpátricas como el leopardo, la pantera nebulosa y la pitón reticulada.

### Dieta
Los manturones son omnívoros, se alimentan de pequeños mamíferos, aves, peces, lombrices, insectos y frutas. A los manturones cautivos les gustan especialmente los plátanos, pero también comen cabezas de aves y huevos. También se aprovechan de los roedores. Los peces y las lombrices de tierra son probablemente elementos sin importancia en su dieta, ya que no son acuáticos ni fosoriales, por lo que cazan tales presas sólo cuando la oportunidad aparece por sí misma. Puesto que no tienen los atributos de un mamífero depredador, la mayor parte de la dieta del manturón es probablemente vegetal. Los higos son un componente principal de su dieta.
El manturón es un agente importante para la dispersión de semillas, especialmente para las de la higuera estranguladora, debido a su capacidad para escarificar la cubierta exterior resistente de la semilla.
En cautividad, la dieta del manturón incluye mezclas de carne preparadas para comercialización, manzanas, naranjas, melocotones enlatados y suplementos minerales.

### Reproducción
La edad media de maduración sexual es de 30,4 meses para las hembras y de 27,7 meses para los machos. El ciclo estroico del manturón dura de 18 a 187 días, con un promedio de 82,5 días. La gestación dura de 84 a 99 días. El tamaño de la camada en cautividad varía de uno a seis crías, con un promedio de dos crías por nacimiento. Los neonatos pesan entre 283,8 y 340,5 g. La fertilidad dura hasta los 15 años.
El tiempo de vida máximo que se ha llegado a conseguir en cautividad se cree que es de más de 25 años.

## Amenazas
Las principales amenazas para el manturón son la pérdida de hábitat y la degradación de los bosques a través de la tala y explotación de estos a usos no forestales de la tierra en toda el área de distribución del manturón. La pérdida de hábitat ha sido grave en la parte de Sondalandia de su rango, y no hay evidencia de que el manturón utilice las plantaciones que están reemplazando en gran medida los bosques naturales. En China, la deforestación desenfrenada y las prácticas de tala oportunistas han fragmentado el hábitat adecuado o lo han eliminado por completo. En Filipinas, se captura para el comercio de animales, y en el sur de su hábitat también se toma para el consumo humano. En Laos, es uno de los carnívoros enjaulados con más frecuencia y las pieles se comercializan a menudo en al menos Vientián. En algunas partes de Laos se considera un manjar y también se comercializa como alimento para Vietnam.
Los Orang Asli de Malasia tienen manturones como mascotas.

## Estado de conservación
La India incluyó el manturón en el Apéndice III de la CITES. Está protegido en Malasia, y está catalogado como en peligro crítico en la Lista Roja de China.

### En cautividad
Los manturones son comunes en los zoológicos, y los individuos cautivos representan una fuente de diversidad genética esencial para la conservación a largo plazo. Su origen geográfico es generalmente o desconocido, o son descendientes de varias generaciones de animales criados en cautividad.